# 殷不佞
殷 不佞（いん ふねい、518年 - 573年）は、南朝梁から陳にかけての人物。字は季卿。本貫は陳郡長平県。兄は殷不害。

## 経歴
南朝梁の尚書中兵郎の殷高明の子として生まれた。若くして父を失って喪に服し、孝行で知られた。読書を好み、官吏の仕事にすぐれていた。南朝梁に仕えて尚書中兵郎を初任とした。湘東王蕭繹が承制すると、不佞は戎昭将軍・武陵王諮議参軍となった。承聖元年（552年）、武康県令となった。このころ兵乱と飢饉がつづいて人民は生業を失って流亡しており、不佞が兵士を招募すると1000人あまりを集めた。
承聖3年（554年）、西魏軍の侵攻により江陵が陥落し、母が死去したが、不佞は戦乱のために赴くことができず、4年のあいだ昼夜号泣して、喪礼に服した。
永定元年（557年）、南朝陳が建国されると、不佞は戎昭将軍となり、婁県県令に任じられた。このころ四兄の殷不斉が江陵におもむいて、母の柩を迎えて帰国し、葬儀を営んだ。不佞は自ら土を背負って手ずから松や柏を植え、毎年の伏臘の時節には必ず3日の断食をおこなった。
永定3年（559年）、南朝陳の文帝が即位すると、不佞は尚書左民郎に任じられたが、就任しなかった。後に始興王諮議参軍となり、尚書右丞を兼ね、東宮通事舎人に転じた。天康元年（566年）、文帝が死去し、陳伯宗が即位し、安成王陳頊が司徒・録尚書事として輔政にあたった。不佞は尚書僕射の到仲挙や中書舎人の劉師知や尚書右丞の王暹らとともに、勅命と偽って陳頊を宮中から出そうとした。不佞は陳頊のもとを訪れて、王邸に帰るよう求めた。計画が発覚して、到仲挙らはみな処刑されたが、不佞は陳頊に特に許されて、免官されるのみであった。
太建元年（569年）、南朝陳の宣帝（陳頊）が即位すると、不佞は軍師始興王諮議参軍となり、招遠将軍の号を加えられた。まもなく大匠卿に任じられ、就任しないうちに員外散騎常侍の位を加えられ、さらに尚書右丞を兼ねた。まもなく通直散騎常侍となった。
太建5年（573年）、死去。享年は56。秘書監の位を追贈された。
長男の殷梵童は尚書金部郎に上った。

## 伝記資料
- 『陳書』巻32 列伝第26
- 『南史』巻74 列伝第64